# Rozivka, Haisîn
Rozivka (în ucraineană Розівка) este un sat în comuna Jerdenivka din raionul Haisîn, regiunea Vinnița, Ucraina.

## Demografie
Componența lingvistică a localității Rozivka
     Ucraineană (96,77%)
     Rusă (1,61%)
     Română (1,61%)
Conform recensământului din 2001, majoritatea populației localității Rozivka era vorbitoare de ucraineană (96,77%), existând în minoritate și vorbitori de rusă (1,61%) și română (1,61%).